# مرساة

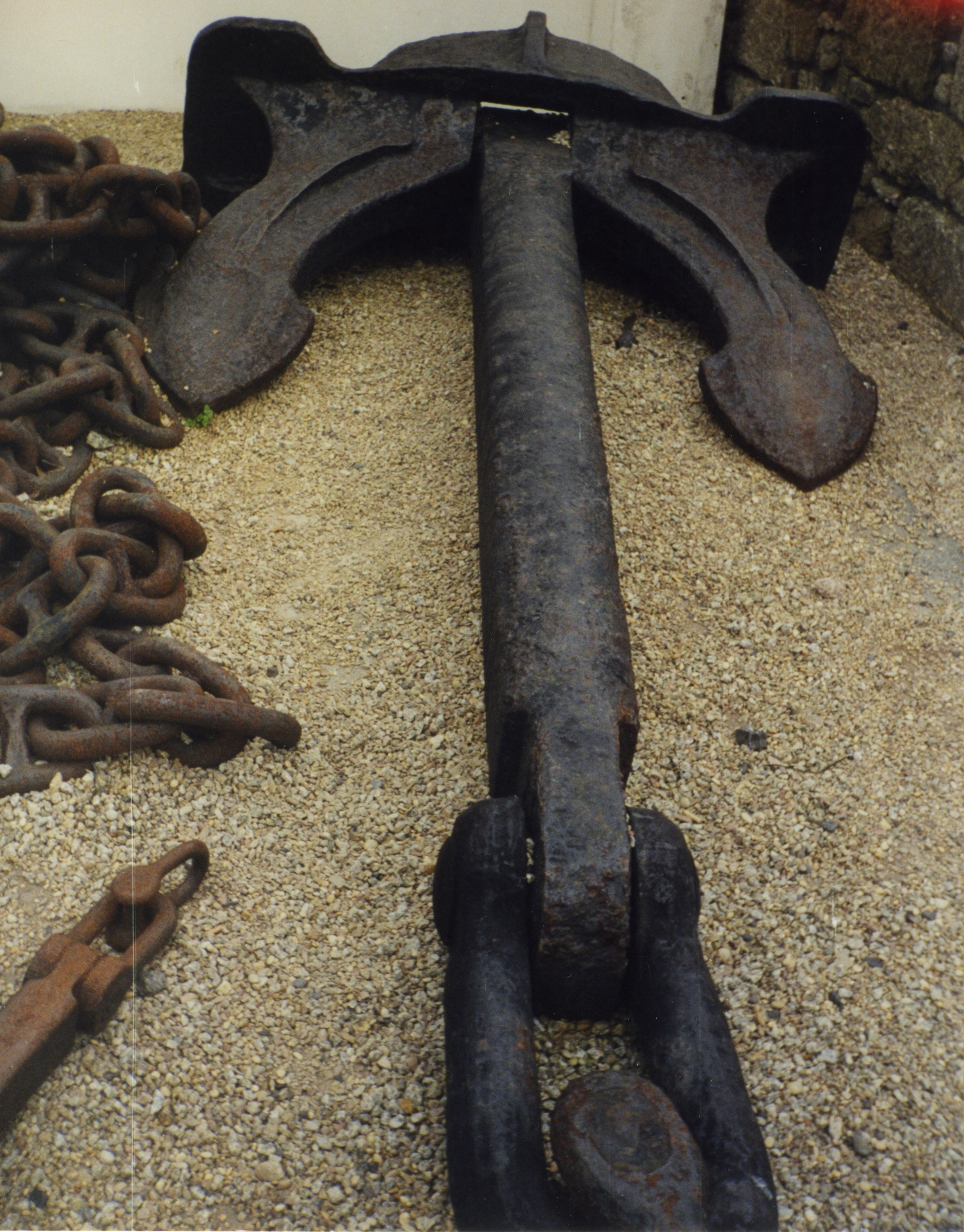
مرساة

المرساة (الجمع: مراسي) أو الهَوْجَل وهو ثِقْل يلقى في الماء فيمسك السَّفينة ويمنعها عن الحركة، وغالباً ما تصنع المرساة من المعدن، حيث كانت في القدم تصنع من الصخور، وتستخدم في تثبيت السفينة في قاع المياه في نقطة محددة. وهناك نوعان أساسيان من المراس وهما المؤقتة والدائمة.و غالبا ما تسمي المرساة الدائمة ب‍‍الرابطة ونادرا ما تتحرك : ومن الممكن الا تحملها السفينة على متنها، ولكن لابد من توظيف خدمة لتحريكها أو تثبيتها.و تحمل السفن واحدة أو أكثر من المراس المؤقتة والتي قد تختلف في تصميمها وأوزانها.و تعد مرساة البحر أداة ربط تستخدم عند عمق المياة واستخدام الرابطة أو المرساة المؤقتة يكون غير عملى.
و تتصل السفينة بالمرساة عن طريق الرافعة وهي مصنوعة من سلسلة أو كابل أو خط أو مجموعة منهم.و الفتحة التي توجد بهيكل السفينة والتي من خلالها تمر المرساة تسمي أسطوانة الحبال لأن خطوط الرابطة الرفيعة تسمي الحبال.
و تعمل المرساة عن طريق مقاومة قوة حركة السفينة المتصلة بالمرساة.و هناك طريقتان أساسيتان للقيام بذلك من خلال الكم المطلق أو التعليق في قاع المياه.بينما الرابطات الدائمة تعمل علي الثبات بدرجة كبيرة في قاع المياه وذلك غير متاح للمراسى المؤقتة والتي تحتاج أن تكون علي السطح ولذلك أغلب المراسى المؤقتة من النوع المصنوع من معدن غير جيد حيث تعلق في الصخور الموجودة في قاع المياه أو تدفن في الرمال الناعمة.
و من المثير للاهتمام في مصطلح الرافعة، وهو مصطلح الرفع الذي يصف المرساة وهي معلقة بالحبل، وليست مثبتة في قاع المياة وهذا يرتبط بمصطلح رفع المرساة الذي يعني أن تظل المرساة مرفوعة من قاع المياه، مما يسمح للسفينة أو للقارب بأن تتحرك.و توصف المرساة بالرافعة عندما تخرج من القاع ويتم سحبها للأعلي لتوضع في مخبأها.و الرافعة لا يجب أن تختلط مع الجارية التي تصف اسطوانة غير مربوطة  أو مثبتة بمرساة سواء كانت أو لم تكن تتحرك خلال المياه.و لذلك، الاسطوانة تكون جارية بدون طريق تتحرك فيه (لا تتحرك).

## التطوير
انظر للمقالة الكاملة : تاريخ المرساة
كانت المراسى الأولى مصنوعة من الصخور وتم العثور علي كثير من المراسى الصخرية والتي يرجع تاريخها على الأقل إلى العصر البرونزي. والعديد من الرافعات الحديثة ما زال يعتمد علي صخرة كبيرة كعنصر أساسي في تصميمها.علي الرغم من أن استخدام كتلة صافية لمقاومة قوي العاصفة يعمل فقط كرافع دائم ومحاولة تحريك صخرة كبيرة لخليج أخر أقرب للمستحيل.

## تصميمات المراسى المؤقتة
تتكون المرساة المؤقتة الحديثة من عائق مركزي يسمى المقبض ومحرك من بعض مكونات سطح منبسط (مخلب أو جريد النخل) لكى تثبت بقاع المياه وتساعد على اختراق قاع المياه، الموقع حيث يكون المحرك عند اتصاله بالمقبض يسمي أكليل  والمقبض عادة ما يكون مصمم على شكل حلقات أو سلاسل لربطه بالكابل(السلسلة المعدنية).و هناك العديد من الاختلافات والاضافات لهذه العناصر الأساسية على سبيل المثال جميع أنواع المراسى بما فيها ورش السفن مثل سفن الصيد أو مراسى المخلب.
مجموعة التصميمات كثيرة ولكن يوجد اتجاهات حديثة في تصميمات المراسى مما يتيح لها أن تصنف كخطاف أو جرافة أو مخلب اعتمادا علي الغاية التي وضعت من أجلها.
- تصميمات الخطاف تأخذ شكل خطاف صغير نسبيا ذات ذراع ثقيلة وضيقة لاختراق عميق للأعماق ذات المشاكل مثل القيعان الصخرية والأعشاب والحشائش البحرية والشعب المرجانية والرمال الصلبة.و يوجد تصميمان من أكثر التصميمات شيوعا وهما صائد السمك والكُلاب.
- تصميم الجرافة وهو يشبه تصميم المحراث  الزراعي القديم وهي مصممة لدفن نفسها في القاع لاكتساب قوتها وتعتبر جيدة الأستخدام في كافة الظروف تحت الأعماق سواء كانت التربة طينية أو صخرية. وتصميمات البحر الشمالي تملك أشكال متعددة من الجرافات في كيفية عملها وكيفية دفنها لنفسها في أعماق المياه اعتمادا على شكلها.
- تصميمات الخطاف تستخدم خطاف كبير المساحة للحصول علي قدر كبير من المقاومة لتحمل الحفر في قاع البحر. وعلى الرغم من امتلاكها قدرة أقل علي الأختراق ومصممة على الثبات أكثر من التحرك ووزنها الخفيف يجعلها أكثر شعبية.
- تستخدم المرساة و مراسى البحر المياه ببساطة كأداة وزن وذلك يجعل المرساة تتكون من نسيج وحبال(لتثبيت النسيج في المكان).

في السنوات العشرون الماضية أو أكثر تم ظهور عديد من التصميمات الحديثة للمرساة. بدئا من الأكثر شعبية وهي القوارب الترفيهية الخاصة وعادة ما تكون تلك المراس مصممة لتُلائم السفن الصغيرة إلى متوسطة الحجم، ولا تكون ملائمة للسفن الكبيرة. انظر التصاميم الحديثة.

### الصياد

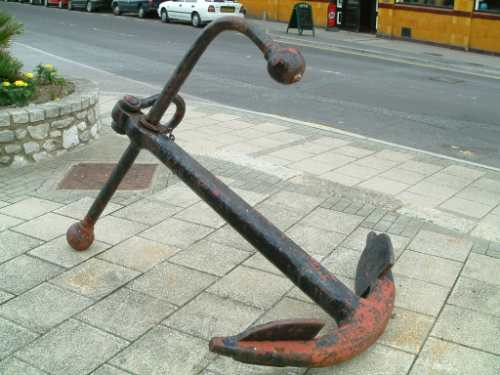
صياد قال مذيع

التصميم التقليدي، للصياد ويطلق عليه أيضا الكدجة (ولا يجب خلطها مع مرساة الكدجة الحديثة) وهي من أكثر التصميمات مألوفة بين غير البحارة. والتصميم ليس من النوع الذي يدفن نفسه بالقاع له ذراع يعمل على اختراق قاع البحر والذراع الأخر يظل واقف بثبات. وتلك المرساة قديمة في تصميمها ولم تتغير كثيرا بمرور الوقت. وتحظى بسمعة طيبة عند استخدامها في القيعان الصخرية والأعشاب والحشائش البحرية ولكنه ليس أكثر فاعلية من التصميمات الحديثة الجيدة وقدرتها في الحفاظ على نسبة الوزن تعد من بين الأسوء في أنواع المراسى. ثلاث قطع ملتوية يمكن أن توضع جيدا ومعظم القطع تحتوى على أطراف ملتوية مما يجعل المرساة تحفظ علي سطح السفينة.
و من أهم نقاط الضعف في هذا التصميم تشابك الأسلاك أثناء المد والجزر. مما يجعل المرساة تنجرف بقوة.و في تجارب المقارنة حقق تصميم الصياد أقل قدرة على المقاومة بالمقارنة بالمراسى الأخرى المماثلة لوزنها.و من الصعب احضاره على سطح السفينة بدون ترك خدوش عليها ولا توضع في الأسطوانة أو المكان الذي تلف عليه المرساة.
المرساة المعقدة أو المرساة الصغيرة ‏ ذات الحجر من العلامات المميزة للأسطول البحرى الملكى وليست للضباط العسكريين.

### الخطاف

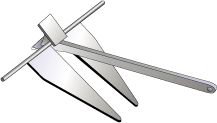
وثمة حظ الطراز مرساة

من أكثر المركات التجارية شيوعا هو الدانفورث وهو عادة يستخدم كاسم عام للفئة. وطراز الخطاف على شكل أداة لها اكليل له سطحان متصلان به. والأسطح تتوقف وبالتالى يمكن توجيه الخطاف نحو القاع (و يوجد بعض التصميمات التي يمكن تعديل زاويتها حسب نوع القاع). والتصميم هو أداة دفن متنوعة، وعندما يستخدم تظهر قدر كبير من المقاومة.و وزنها الخفيف وتصميمها المدمج يجعل من السهل إصلاحها ومن السهل حفظها وبعض أسطوانات وأنابيب المرساة تتلائم مع تصميم الخطاف. وتتوفر العديد من التصميمات عالية الأداء مثل تصميم القلعة وهو أخف وزنا في مجال محدد وقد أظهر في الاختبارات نتائج أفضل بكثير من المتوسط.
فالمرساة الخطاف لديها صعوبة في اختراق الأعشاب والحشائش التي تغطى الأعماق وكذلك القيعان الصخرية وخاصة الرمال الصلبة والأعماق الطينية.إذا كان هناك الكثير من التيارات أو إذا كانت السفينة تتحرك عند إسقاط المرساة فإنها سترتفع لأعلى أو ستسحب نحو القاع بسبب كبر حجم مساحة المرساة والتي تعمل كشراع أو جناح. وعند وضعها تقوم المرساة بالاختراق وتثبيت نفسها عندما يتغير اتجاه القوة مع الوقت مثل تغيرات المد والجزر وقي بعض الأحوال قد لا تثبت ولكنها تنجرف.

### الكُلاب
التصميم التقليدى، وهو تصميم الكلال بسيط في تصميمه وبنائه.و له فائدة في ذلك بغض النظر عن كيفية وصوله للأعماق واحدة أو أكثر من أسنانها ستعمل على تثبيتها.التصميم ليس أداة متنوعة الدفن لها واحدة أو أكثر من أسنان الحفر والباقى فوق قاع المياه، وهي قادرة على الثبات بسرعة في الشعاب المرجانية عن طريق التثبت بهيكلها ولكن من الصعب سحبها.و الكلاب غالبا ما يكون خفيف الوزن، وربما له استخدامات أخرى كأداة لتغطية عطل الترس على سطح السفينة ووزنها يجعل من السهل وضعها على السطح.
الكلابات نادرا ما تكون أكثر ثباتا في الرمال أو الطين أو الوحل.و من غير المعروف للمرساة أن تخطاأفى مكان توقفها أو تخطأ أسنانها في التثبت بقاع المياه أو تمنعها الأعماق من اختراقها. وعلي الجانب الأخر من الممكن لتلك المرساة أن تكون خطاف جيد ولا تجد عقبات في رحلتها ولكن من المستحيل سحبها.و شكلها ليس مدمج ومن الصعب تخزينها ويوجد القليل من التصميمات القابلة للانهيار متاحة.

### CQR / المحراث

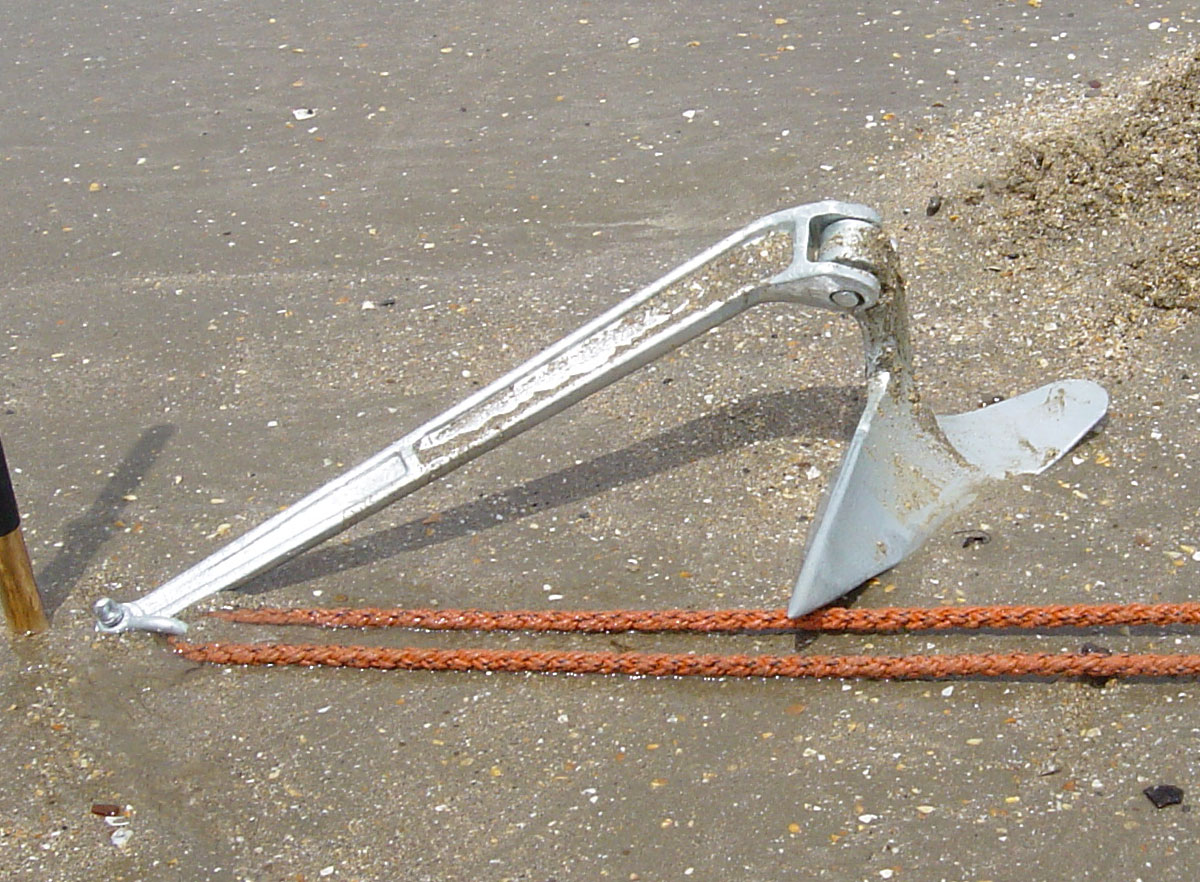
CQR مرساة

و نظرا لتشابة اسمها مع المحراث الزراعى التقليدى (أو بشكل أكثر تحديدا سهمان المحراث) وينتج كثير من أصحاب المصانع تصميم المحراث وكلها تعتمد علي نسخ مباشرة من الأصلية CQR (الأمنة) وهو تصميم 1933 من قبل عالم الرياضيات جيوفرى انجرام تايلور. من الآن وطبقا للتاريخ الثابت، المحاريث هي الأكثر شعبية للبحارة المتجولون أو لبحارة المراكب الخاصة. أنها جيدة في جميع القيعان ولكن ليس في الحالات الاستثنائية. فإن تصميم CQR لدية ساق ثابته، مما يتيح للمرساة أن تغير اتجاهاتها بدلا من الخروج وتعمل علي تثبيت قوتها في القاع ماإذا هبطت المرساة على جانبها.و من أكثر التصميمات التجارية الأخرى حداثة، هو الدلتا ويستخدم ساق غير مثبتة ومحراث ذو زوايا محددة لتطوير أدائها. وكلاهما يمكن تخزينهم في معظم الأسطوانات التي توضع بها المرساة.
نظرا لاستخدام الرصاص أو غيرها من الأشياء مكرسة الوزن، يعد المحراث أثقل من متوسط قدره المقاومة، ويمكن أن يستغرق وقتا طويل لسحبه.لا يمكن أن تحفظ في أسطوانات.
CQR الأصلية وأنواع الدلتا مملوكة الآن لليومر، على الرغم من أن كلا منهما بيع عدة مرات خلال حياتهم.

### بروس / مخلب
المرساة ذات الشكل المخلبى صممت بواسطة بيتر بروس في جزيرة مان عام 1970. حقق بروس شهرته المبكرة من إنتاج المراسى على نطاق تجارى واسع بالنسبة للسفن والمنشآت الثابتة مثل منصات النفط في بحر الشمال. أما بروس ونسخها، والمعروفة بشكل عام باسم "المخالب"، أصبحت تمثل خيارا شعبيا للقوارب الصغيرة. وكان المقصود منها معالجة بعض المشاكل المتعلقة فقط بالأغراض العامة، بعد اتاحة المحراث.أنواع المراسى ذات الشكل المخلابى تثبت بسرعة في معظم قيعان البحر وعلى الرغم من أن تصميمها غير مترابط فإن لها شهرة في انها لا تنجذب مع المد والجزر أو تغيرات الرياح وتقوم بالتحرك ببطء في قاع المياة لتثبيت قوتها.
أنواع المرساة ذات الشكل المخلابى من الصعب أن تخترق الاعماق العشبية والحشائش.و هي توفر نسبة ثبات منخفضة بالنسبة للوزن وعامة يجب أن تكون أكبر حجما حتى تستطيع منافسة الأنواع الأخرى.و على الجانب الآخر فإن أدائها جيد نسبيا مع انخفاض نطاق استخدمها وحرية الاعتماد عليها.و لا يمكن استخدامها مع انابيب المرساة لحفظها.
مجموعة مرساه بروس لم تعد تنتج بروس الاصلية، على الرغم من أن شركات أخرى قامت بصناعة نسخة لها.

### التصميمات الحديثة

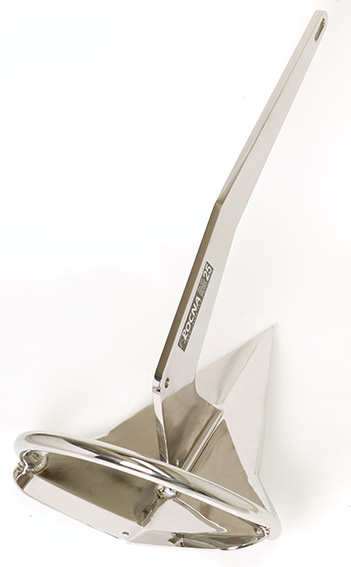
Rocna مرساة

في السنوات الأخيرة كان هناك قفزة في تصميم المرساة. صمم بداية ليثبت بسرعة كبيرة، ثم توليد قوة تثبيت كبيره وهذه المراس (معظمها لايزال قيد ملكية براءة الاختراع) وجدت ملجأها بين مستخدمى السفن الصغيرة ومتوسطة الحجم.
- التصميم الالمانى بوجل (أو واصى) به مخالب حادة لاختراق الاعشاب ومن مميزتها ساق ملتوى مما يجعل الوصول للاتجاه الصحيح سهل التحقيق بدون الحاجة للوزن الزائد الموجود بهيكلها.[7]
- تعد البلوجا تصميما فريد يضم ثلاثة سيقان بدلا من اثنان كما جرت العادة.و قد قامت بأداء جيد في الاختبارات من مصادر مستقلة مثل مجلة القوارب الأمريكية الإبحار العملى.[8]
- الإسباد هو تصميم فرنسي والذي حقق نجاحا منذ عام 1996.فإنه يتميز بساق مفكوك والاختيار بين الصلب الجلفانى والصلب غير القابل للصدأ، والألمنيوم، مما يعني مرساة أخف وأسهل في التخزين.[9]
- أنتج التصميم النيوزلاندى روسنا منذ عام 2004.من أكثر مميزتها أن لديها ساق حادة مثل تصميم بوجل لاختراق الاعشاب والحشائش، وتثبتها بسرعة [10] ولديها مخلب واسع المساحة. وساقها الملفوفة تشبة لمثيلتها في بوجل.و تعتبر الروسنا الأكثر حصولا على أعلى متوسط في قوة ثباتها في مقارنات التجارب في مجلة الإبحار لعام 2006.[11][12]

## التصاميم الدائمة للمراسي
تستخدم حيث توجد السفن ذات المواقع الثابتة على سبيل المثال في حالات السفن التي تقوم بوظيفة المنارة أو كعلامة الطافية للقناة. فإن هناك حاجة إلى عقد مرساة السفينة في جميع تقلبات الجو، بما في أشد العواصف، ولكن بين الحين والآخر، أو مطلقا، لا بد من رفعها، إلا إذا كان على سبيل المثال السفينة لسحبها إلى ميناء للصيانة. ويوجد بديل لاستخدام المرساة في ظل تلك الظروف وهو استخدام كومة تدفع إلى قاع البحر.
تأتى المراسى الدائمة في طائفة واسعة من الأنواع وليس لها شكل موحد.عبارة عن فجوة من الصخر بقطعة حديد أساسية بها وتعلق في سلسلة لتخدم هذا الغرض وكذلك أي كثافة وزن مناسبة(كتلة محرك).المراسى الحديثة قد تثبت بواسطة التواءات الرمال التي تبدو وتظهر على شكل التواءات كبيرة محفورة في قاع المياه أو عن طريق تحريك الدعامات المعدنية بقوة (أو عن طريق تحريكها بالمتفجرات) مثل الركائز أو مجموعة أخرى من المنظمات غير الدمار للحصول على وسائل السيطرة على قاع المياه. و هناك طريقة واحدة لبناء المرساة هي استخدام ثلاثة أو أكثر من المراسي المؤقتة المعروفة وربطها بسلسلة قصيرة متصلة بحلقة، وذلك بغض النظر عن الاتجاه الذي ستسلكه السفينة، واحد أو أكثر من المراسي سيكون قادر على مقاومة القوة.

### الفطر

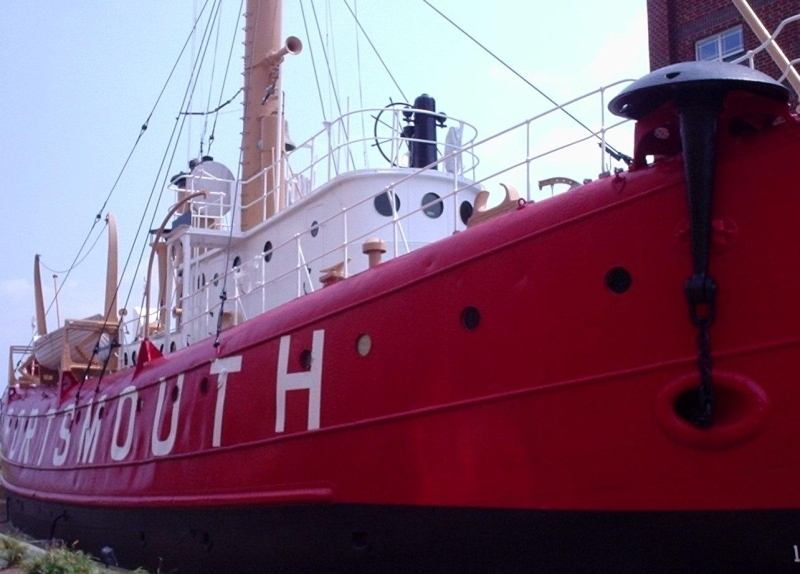
المرساة الفطر منارة العائمة على بورتسموث في ولاية فرجينيا.

مرساة الفطر تكون مناسبة عندما يتكون قاع المياة من الطمي والرمل الجيد.و قد اخترعت بواسطة روبرت ستيفنسون واستخدمت في نقل 82 مليون طن من قوارب الصيد، المنارة والتي تستخدم كسفينة على هيئة منارة من بين عامي 1807 و 1810 بالقرب من بيل روك بينما كانت المنارة يجرى بنائها.و كانت مجهزة بواحد ونصف مليون طن
وهي على شكل فطر مقلوب حيث تصبح الرأس مدفونة في الطمي.و ثقل الوزن يكون مجمع في الجانب الآخر من الساق ليضعها أسفل قبل أن تصبح مدفونة.
مرساة الفطر عادة ما تغوص في الطمي حيث يثبت وزنها في القاع مما يؤدي إلى زيادة قوة ثباتها. وقد تأخذ مرساة الفطر وقتاً في غمر نفسها في قاع البحر لكي تكون مثبتة بشكل كامل ومن المعروف (أنه لا يمكن رفعها إلا إذا تم فحصها) ووقت الفحص يجب أن يكون منسق بحيث يتبع مومس العاصفة. وهذه المراسي تكون مناسبة فقط للقاع الطيني أو الطميي، لأنها تعتمد على امتصاص وتماسك مواد القاع ولا تصلح للقيعان الرملية أو الصخرية.و قوة ثبات المرساة تكون بقدر ضعف وزنها إذا لم تدفن نفسها وحيث تصل إلى ما يعادل وزنها 10 مرات. وهي متاحة في أوزان من 10 رطل إلى حوالي عدة أطنان.

### الساكنة
هي مرساة تعتمد فقط على وزنها الثقيل. وهي عادة ما تكون مجرد كتلة كبيرة من الخرسانة أو الحجر في نهاية السلسلة وقوة ثباتها تتحدد بوزنها تحت الماء (مع أخذ قابليتها للطفو في عين الاعتبار) بغض النظر عن نوع قاع البحر، على الرغم من أن سحبها سيزيد وزنها عندما تصبح مدفونة.و بالتالي المرساة الساكنة تستخدم عندما تكون مرساة الفطر غير مناسبة، وعلى سبيل المثال في الصخور والحصي والرمال الخشنة.و من مميزات المرساة الساكنة التي تميزها عن الفطر عندما تجر تعمل على القيام بوظيفتها الأصلية وهي تثبيت قوتها.و من عيوب استخدام المرساة الساكنة في حين استخدام مرساة الفطر يصبح مناسب هو أنها تحتاج إلى حوالي 10 أضعاف وزن مرساة الفطر.

### اللولبية
المراسي اللولبية تستخدم لإرساء المراسي الدائمة أو كمراسي عائمة أو في مزارع الأسماك.. إلخ
يجب أن تكون هذه المراسي ملتوية في قاع البحر باستخدام أداة ما ويتطلب الوصول للأسفل سواء عن طريق الجزر أو باستخدام غواص. ومن هنا تكمن الصعوبة في تركيبها في أعماق المياة بدون معدات خاصة.
الوزن في حد ذاته، المرساة اللولبية لديها قدرة عالية على الثبات أكثر من تصميمات المراسي الدائمة وممكن أن تكون أرخص وسهلة التركيب، على الرغم من أنها قد لا تكون مثالية مع الطمي الناعم.

## مرساة الترس

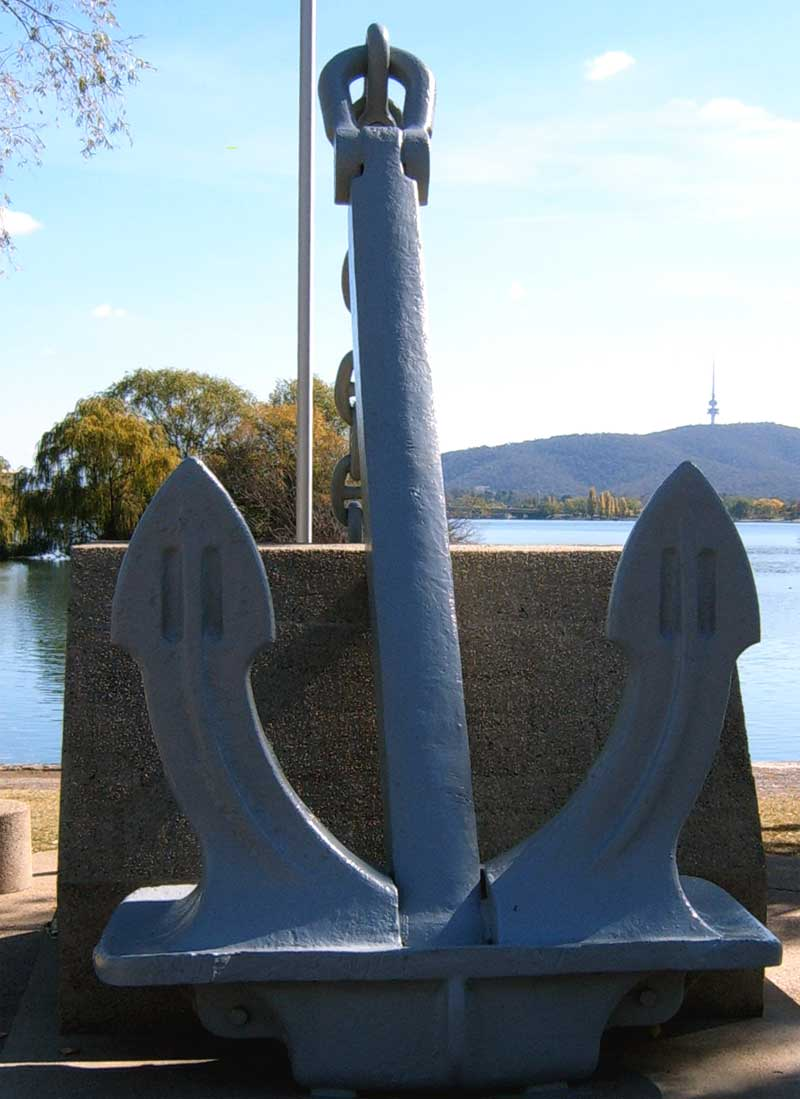
للبحرية راسية تدمج HMAS كانبيرا (1927) تذكارية، كانبيرا، أستراليا

عناصر تكوين مرساة الترس تشمل المرساة والكابل (وأيضاً تسمي الرافعة) طريقة ربط الاثنان معاً وطريقة ربط الكابل بالسفينة وطريقة معرفة عمق المياه.
و تعد الخرائط فعالة للإرساء الجيد.أنها تعمل على معرفة موقع المخاطر المحتملة، فضلا عن كونه مفيدا في تقدير آثار الأحوال الجوية والمد والجزر في المرفأ وهو أساسي في اختيار مكان جيد لإسقاط المرساة.و قد يصل إليه الفرد بدون خرائط ولكنها وسيلة هامة وجزء من الإرساء الجيد، والبحار الماهر لا يرسي بدونهم.
و عمق المياه ضروري لتحديد النطاق اللازم والذي يعتبر النسبة بين طول الكابل والعمق المقاس من أعلي نقطة (عادة من اسطوانة التثبيت أو شد القوس) إلى قاع البحر.على سبيل المثال، إذا كانت المياه هي 25 قدم (8 م) عمق، واسطوانة المرساة هي 3 قدم (1 م) فوق الماء، المجال هو النسبة بين حجم الكابل خارج الماء و 28 قدم(9 م). لهذا السبب من المهم الاعتماد على وسيلة دقيقة لقياس عمق المياه.
الكابل أو الرافعة هو حبل، أو سلسلة، أو مزيج منهم يستخدم لربط المرساة بالسفينة.الحبل أو السلسلة يستخدما كالكابل.

## تقنيات الإرساء

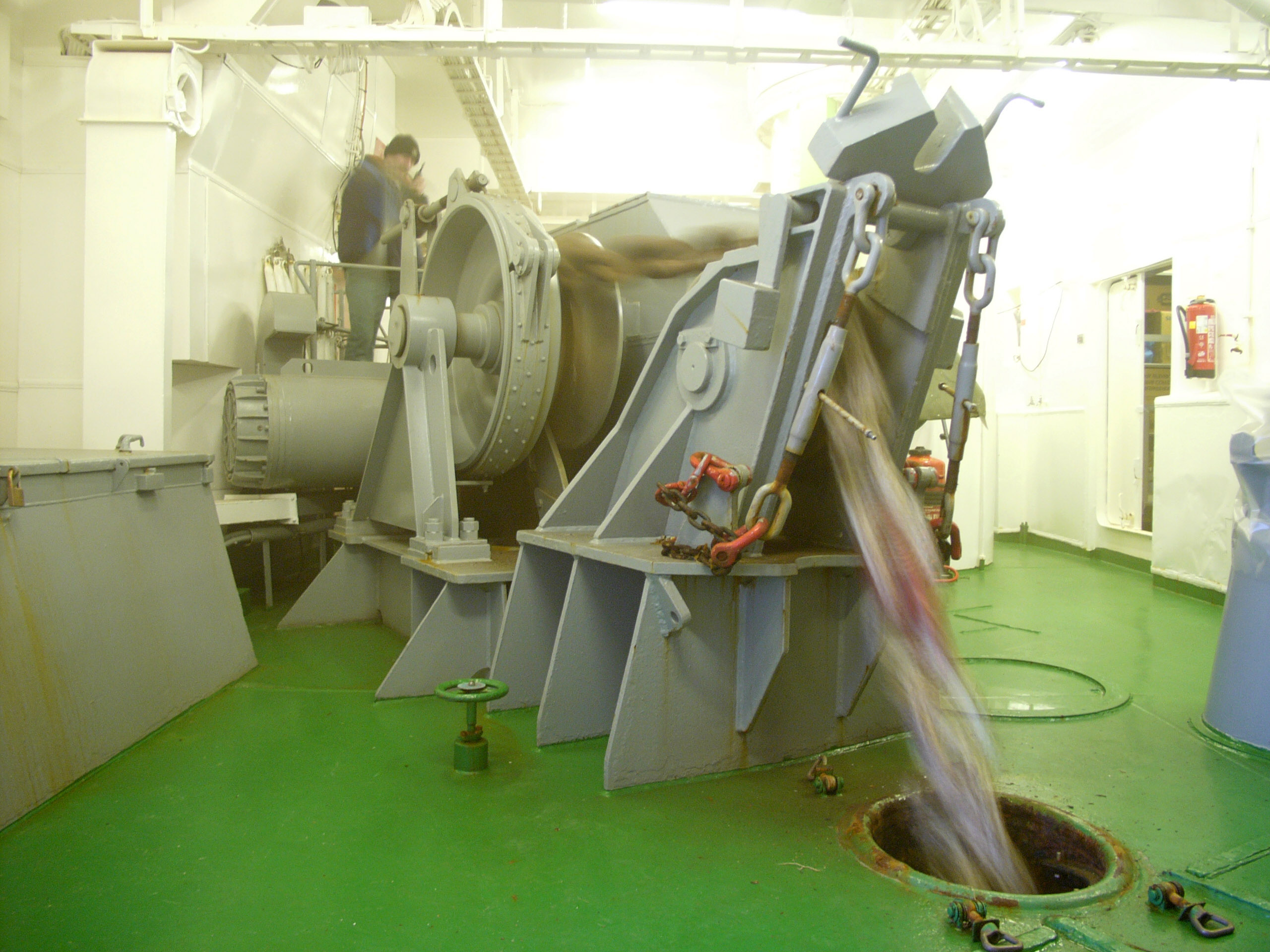
مرساة رافعة على سفينة الأبحاث POLARSTERN

قواعد الإرساء تتألف من تحديد الموقع وإسقاط المرساة وتقييم الحيز وتثبيت المرساة وتقييم المكان الذي ستنتهي مسار السفينة إليه.وبعد استخدام الخريطة لتحديد الموقع المناسب، يحتاج الطاقم إلى رؤية الموقع فقد يكون هناك زوارق أخرى حيث يعتقد طاقمها أن هذا الموقع جيد أو ان الأحوال الجوية ستختلف عن ما هو متوقع أو حتي مخاطر إضافية ليست ملاحظة على الخريطة قد يجعل الموقع المخطط له غير مرغوب فيه.
إذا كان الموقع جيد، ينبغى أن يكون مكان إسقاط المرساة بعيداً عن الرياح والتيارات المنخفضة وكلتاهما قويتان.عندما يتم الاقتراب من الموقع المختار يجب على السفينة أن تتوقف أو تبدأ بالانحراف للخلف. ويجب أن تهبط المرساة بسرعة ولكن تحت السيطرة حتي تصل إلى قاع المياه.و ينبغي أن تستمر السفينة في الرجوع للخلف ويجب أن ينجرف الكابل ولكن يبقي تحت السيطرة بحيث يأخذ شكل مستقيم نسبياً.
و يوضع مرة واحدة في النطاق المحدد (الحد الأدني من 8:1 لإرساء المرساة ومن 5:1 لتثبيتها ومن المفضل أن تكون النسبة لكل منهما 10:1 لكلتاهما وتثبيت قوتها)، ويجب أن تسحب السفينة للخلف باستخدام المحركات المساعدة ولكن ربما من خلال دعم الشراع.و من ناحية فخط المرساة قد يؤدي لهزات وصدمات وتشمل انجرافات المرساة والصدمات العنيفة أثناء الحفر. كما تبدأ المرساة بالحفر وتثبيت مقاومتها، وبعمل المحرك بدرجة كبيرة لتثبيتها.إذا كانت المرساة لا تزال تجر أو مثبتة بعد جرها بعيداً يجب أن تعود إلى مكانها مرة أخرى (أو اختيار مكان اخر)
وبمجرد وضع المرساة في المكان الصحيح كل شيء يجب أن يعاد النظر إليه. هل الموقع مأمن الآن، ومن التوقعات الجوية ؟هل القاع مناسب للتثبيت، وهل هذا النوع من المرساة مناسب لهذا النوع من القاع ؟هل هناك ما يكفي من العمق، سواء الآن أو في الجزر؟ وخاصة في الجزر، ولكن أيضا في جميع أحوال المد، هل يوجد مساحة كافية للقارب لكي يتأرجح ؟و هل ستتأرجح سفينة اخري علينا أم سنتأرجح نحن على اخري في أوقات المد وتقلبات الرياح ؟
بعض التقنيات الأخرى التي تم وضعها للحد من تمايل السفينة أو للتعامل مع أحوال الطقس السيئة.

- باستخدام مرساة ثقيلة أو خفر
- مرساة متفرعة
- مقدمة ومؤخرة السفينة
- مرساة جزر الباهاما
- المرساة ذات الدعم

### الحماية
لتوفير الإرساء الجيد وحمايته من الظروف الجوية وكذلك توفير الحماية من الطقس المتوقع.و ينبعي أن يكون الإرساء مناسب لأغراض اخري على سبيل المثال، الإرساء على مقربة من الشاطئ لكي يهبط الطاقم المخطط.

### قاع البحر
ينبغى أن تشير الخرائط إلى نوع قاع المياه ويجب أن تأخذ الاستطلاعات عينة من قاع المياه لتحليلها، وعامة فإن معظم المراسى تكون مثبتة جيدا في الطمى الرملي أو الطمى والطين أو الرمال الصلبة.الرمال المتحركة والطين الناعم من القيعان غير المرغوب فيها، وخاصة الطين الناعم الذي ينبغى تجنبه قدر الإمكان. الصخور والشعاب والطفل يمنع المراسى من الحفر على الرغم من أن بعض المراسى مصممة للحفر في مثل تلك القيعان. القيعان العشبية قد تكون جيدة التثبيت لكن فقط إذا كان المراس قادرًا على اختراق أوراق النبات.

### العمق والمد والجزر
إذا كان الإرساء يتأثر بالمد والجزر وتغيراته وأيضا أوقات كثافة وانخفاض المياه فينبغى أن يكون كل ذلك معلوم. ينبغى أن يكون هناك عمق كافى لكى لا يشكل الجزر عقبة للسفينة عندما تتأرجح. هذا كما أن من المهم عند تحديد نطاقها، والتي ينبغي أن تظهر عند ارتفاع المد والجزر وليس المد والجزر الحالي.

### مقدار التأرجح
إذا كان الإرساء يتأثر بالمد فينبغي أن نأخذ في الاعتبار أن مقدار تأرجح السفينة سيكون أكبر في الجزر أكثر من المد. ولكن بغض النظر عن المكان الذي ترسو فيه السفينة، فأكبر كمية من التأرجح يجب أن تأخذ في عين الاعتبار وأيضاً العقبات والمخاطر يجب أن تكون في حدود هذا النطاق.و قد تتداخل معدلات تأرجح سفن اخري بمعدلات مختلفة.القوارب في المراسي الدائمة أو ذات النطاق القصير، قد لا تتأرجح أكثر من المتوقع أو قد تتأرجح أكثر سرعة أو أكثر بطء (كل سلسلة الكابلات تميل إلى التأرجح أكثر بطء أكثر من كل الحبال أو السلاسل وحبل الكابلات).
هناك أساليب للإرساء للحد من تأرجح السفينة إذا كان الإرساء لديه مقياس محدد.

#### استخدام مرساة الوزن، أو خفيرا
انخفاض ثقل الوزن الُمركز يقوم بسحب خط المرساة - سلسلة أو حبل - مباشرة أمام مقدمة السفينة إلى أسفل قاع البحر، يعمل كسلسلة ثقيلة ويؤدي إلى خفض زوايا سحب المرساة. وإذا علق الوزن في قاع البحر فأنه يعمل على تلطيف وامتصاص الصدمات المفاجئة التي قد تحدث عادة للمرساة والتي قد تتسبب في ابعادها وسحبها.في أقل الظروف، يعمل الكيلت على تقليل التأرجح المفاجئ للسفينة.في أشد الظروف تختفي هذه الآثار ويصبح الحبل مستقيم ويصبح الوزن غير فعال.

#### المرساة المتفرعة
استخدام مرساتان مثبتتان تقريباً بدرجة 45° أو تتسع زواياها بدرجة 90°، من مقدمة السفينة هي مرساة قوية لمواجهة الرياح الشديدة.و وضع المراسي على هذا النحو، المرساة الأولي توضع بالطريقة العادية.بعد ذلك، مع الأخذ في أول كابل على القارب حيث انجراف القارب نحو الرياح وجعل الجزء المتدلي منها يسحبها للخلف، أما المرساة الثانية تثبت تقريباً بنصف الحيز من المرساة الأولي في اتجاه عمودي نحو الرياح.بعد تثبيت المرساة الثانية، فإن الحيز في المرساة الأولي يأخذ عندما تكون السفينة بين المرساتين ويصبح الهبوط بالتساوي في كلا الكابلين.
هذه المرساة لديها معدلات محددة من تأرجح السفينة في نطاق ضيق.ينبغي الحرص على أن غيرها من السفن لن تتأرجح إلى أسفل القارب أثناء التأرجح المحدد.

#### مقدمة ومؤخرة السفينة
حتى لا تخلط مع مرساة جزر الباهاما، أسفل.
في تصميم مقدمة ومؤخرة السفينة، المرساة تكون من كل من القوس والصارم، حيث تعمل على الحد من تأرجح السفينة وتعمل على تثبيتها لمواجهة الرياح، سواء في التغيرات أو القراءات الجوية الحالية.إحدى وسائل تحقيق هذه المرساة هو وضع القوس بطريقة عادية، ثم سحب كابل القوس بقدر محدد (أو مضاعفة الحيز المرغوب، وهو من 8:1 عندما يكون الحيز النهائي من 4:1 أما من 10:1 عندما يكون الحيز النهائي من 5:1 ،....إلخ) لخفض صارم المرساة.فيتم تثبيت الصارم بسحب كابل القوس لأعلي.و بعد وضع كلاً من المراسي سيزول التشتت في كلا الكابلين ليقلل من كمية التأرجح أو يجعل السفينة تسير في شكل مستقيم.

#### مرساة جزر البهاما
على غرار ما ورد سابقا، تستخدم مرساة البهاما في الحد من تأرجح السفينة ولكن تسمح لها بالتأرجح في الوقت الحالى. واحدة من الخصائص الأساسية لهذه التقنية هو استخدام الحلقة التالية : وهي أن المرساة الأولى تثبت بشكل عادى والسفينة تنجرف للخلف لتثبيت الكابل. المرساة الثانية تثبت في نهاية كابل المرساة وتنجرف وتثبت. وهناك حلقة متصلة بمنتصف كابل المرساة والسفينة متصلة بها.
و السفينة الآن توجد بين المرساتين وهي قادرة على تحمل التيارات ولكن الرياح المتصلة قد تؤدى إلى تحطيم المراسى لأنها غير قادرة على تحمل هذا العبء.

#### المرساة ذات الدعامة
المعروفة باسم مرساة تندام، في هذا التصميم مرساتان مثبتتان ببعضهما في خط على نفس الرافعة. وأغلب المراسي تعمل على تقليل العبء، هذا التصميم يعمل على زيادة قوة التثبيت وقد يكون ملائم في ظروف العاصفة الشديدة.و لا يحد من مدى تأرجح السفينة وقد لا تكون قادرة على تحمل بعض الظروف.و هناك بعض التعقيدات والتصميم يتطلب عناية دقيقة ومستوى من المهارات والخبرة أكبر من اللازمة للمرساة الواحدة.

### المرساة الخفيفة(الكدجة)

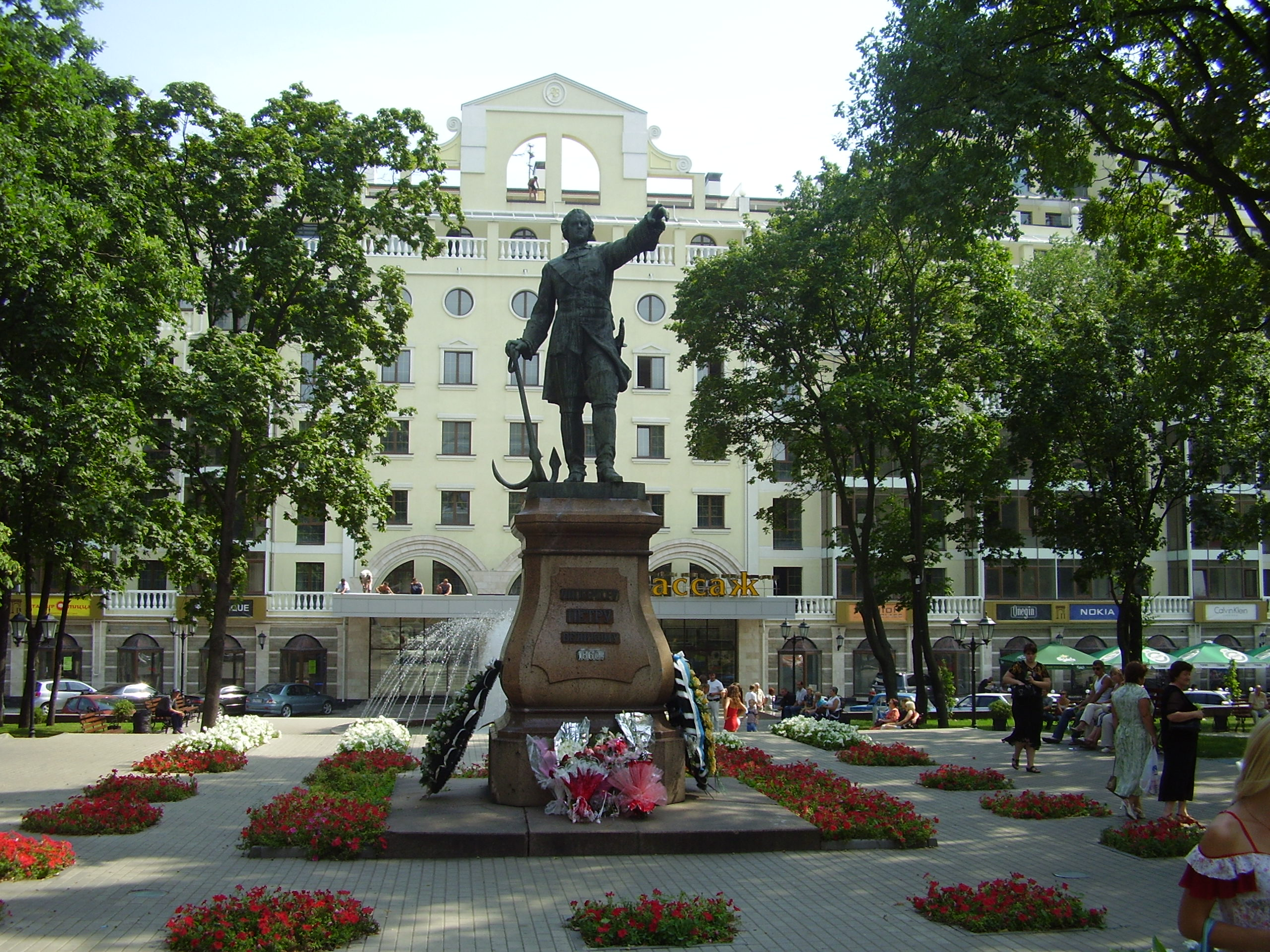
تمثال لبطرس الأكبر يضغط على مستثمر رئيسي، ورمزا لبناء السفن أن القيصر النشاط (فورونيز، 1860).

المرساة الخفيفة هي تصميم يعمل على تحريك السفينة أو تحويل اتجاهها باستخدام مرساة خفيفة تعرف بالكدجة.
في اليخوت، تعتبر المرساة الخفيفة مرساة بالإضافة إلى عملها الرئيسى أو تثبيت المرساة فأنها تخزن بعد ذلك، كل يخت يتبغي أن يحمل على الأقل مرساتان - المرساة الرئيسية أو بوار(مرساة مقدمة السفينة) والثانية المرساة الخفيفة الكدجة.و هي تستخدم في بعض الأحيان عندما يكون ذلك ضروري للحد من التأرجح على شكل دائرة كما في تأرجحات اليخوت عندما تثبت، على سبيل المثال في نهر ضيق أو بركة عميقة في منطقة ضحلة.
أما بالنسبة للسفن قد تلقي المرساة الخفيفة أثناء مسيرتها أو تعمل على التحويل إلى الإتجاه الصحيح بلطف أو بواسطة قارب سفينة لتمكن السفينة من عدم الانجراف إذا اتجهت إلى مكان معين، أو حتي تكون ثابتة ضد تيار المد والجزر أو غيرها من التيارات.
تاريخيا، كان لها أهمية خاصة بالنسبة لابحار السفن الحربية التي تستخدم في مناورة الخصوم عندما تنخفض الرياح لكن قد تستخدم من قبل سفن على نطاق ضيق وحصرها في مياه ضحلة لوضعها في أكثر من مكان مرغوب فيه، وكانت قد قدمت ما يكفي من القوة العاملة.

## في أعلام النبلاء

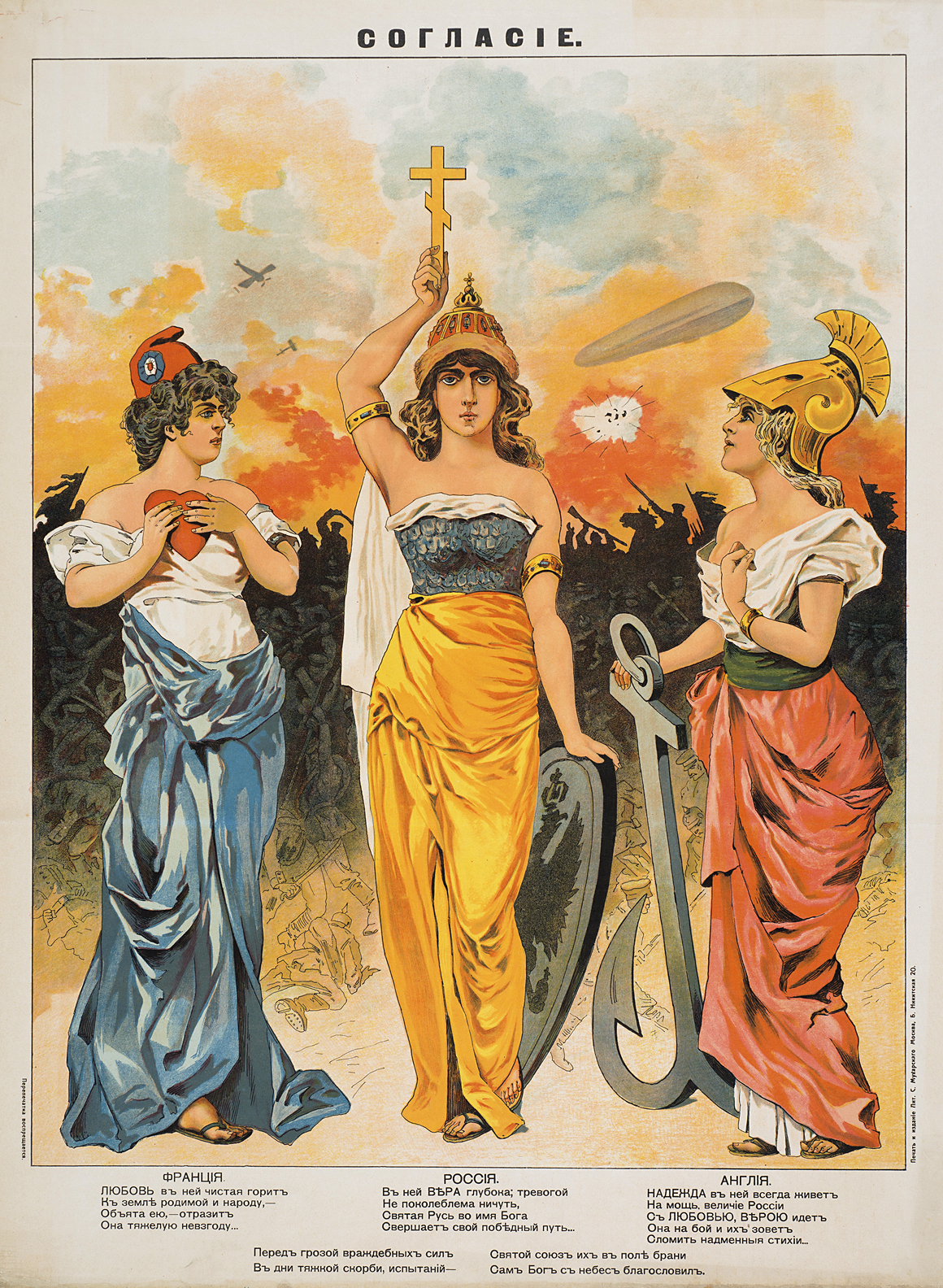
1914 الروسية ألف ملصق يصور الوفاق الثلاثي. بريطانيا ارتباط المحيطية الامبراطورية البريطانية التي تبين لها عقد كبير راسية.

تستخدم المرساة في كثير من الأعلام والدروع على نطاق المؤسسات المتعلقة بالبحر في كلتا الحالتين البحرية والتجارية على حد سواء، فضلا عن الموانئ والمدن والمناطق والمقاطعات والسواحل في مختلف البلدان.
و هناك أيضا في أعلام النبلاء صليب المرساة أو صليب ميرنر، صليب مصمم بشكل المرساة.الرمز يمكن استخدامه للدلالة على 'بداية جديدة' أو 'الأمل'.
فإن صليب ميرنر يشير إلى صليب سانت كاترين في إشارة إلى طريقة تضحية هذه القديسة (أنها كانت مربوطة بالمرساة وألقيت من القارب في البحر الأسود عام 102).
صليب المرساة يُميز في بعض الأحيان الدروع كما في النص يشار إليها بواسطة النبلاء من الطبقة الناسكة أو الزاهدة.